# Phasicnecus evanescens
Phasicnecus evanescens is een vlinder uit de familie van de Eupterotidae. De wetenschappelijke naam van de soort is voor het eerst geldig gepubliceerd door Distant.